# Main Ground Combat System
Main Ground Combat System (MGCS; «основна наземна бойова система») — франко-німецький проєкт основного бойового танка наступного покоління, що має на меті замінити Leopard 2 та Leclerc у 2030-х роках.

## Історія

### Main Ground Combat System
В квітні 2020 року Німеччина та Франція підписали дві угоди про початок розробки проєкту Main Ground Combat System (MGCS), призначеного для заміни танків Leopard 2 та Leclerc у 2030-х роках.
Міністр оборони Німеччини Аннеґрет Крамп-Карренбауер та її французька колега Флоранс Парлі підписали рамкові та імплементаційні угоди щодо створення франко-німецької основної бойової системи наземного бою (англ. Main Ground Combat System — MGCS).
Фінансове навантаження на країну становить приблизно 75 млн євро на 18-місячне дослідження архітектури системи (System Architecture Definition Study (SADS) Part 1). Кінцевою метою якого є створення нового сучасного бойового танка та поставки перших машин до 2035 року, коли основні танки (Leopard 2 та Leclerc) будуть виведені з експлуатації.
Німеччину представлятимуть Rheinmetall та Krauss-Maffei Wegmann (KMW) від імені французької сторони робочу команду сформує Nexter. До 2024 року триватиме фаза демонстрації технологій — визначення архітектури системи та створення «демонстраторів технологічних систем» (англ. technology system demonstrators — GSDs). У період з 2024 по 2027 рік — створення прототипу, перевірка всіх компонентів на продуктивність та сумісність, що послужить основою для початку серійного виробництва, яке планується на 2028 рік, ймовірно, перша буде тестова партія, що перевірятиметься органами закупівель та військами на відповідність встановленим вимогам та заявленим характеристикам.
Перша серійна машина має бути поставлена в 2035 році. Після надходження танків, навчання екіпажів та технічного персоналу, початкова експлуатаційна готовність має бути досягнута в 2040 р.

### European Main Battle Tank
Enhanced (або European) Main Battle Tank (англ. «покращений (європейський) основний бойовий танк») — танк наступного покоління, анонсований KNDS в 2019 в рамках проєкту Main Ground Combat System. Демонстратор технологій показаний у червні 2022 року. Повідомляється, що танк створений на шасі Leopard 2A7 з двигуном потужністю 1500 к. с. та модифікованою баштою Leclerc з автоматом заряджання. Озброєний прототип 120-мм гарматою (з перспективою використання 140-мм) та бойовим модулем із 30-мм гарматою, що здатна боротись із БПЛА. Екіпаж складається з 4 осіб: двоє в корпусі та двоє в башті. Також танк має систему лазерного попередження ELAWS, динамічний захист, КАЗ Trophy та елементи штучного інтелекту.